# Gastón Semenzín
Gastón Tomas Semenzín (Córdoba, Argentina; 15 de septiembre de 1998) es un futbolista argentino que actualmente se desempeña como delantero en Nissa FC de la Serie D italiana (4.ª división). 

## Trayectoria
El jugador realizó todas sus divisiones inferiores en el Instituto ACC, hasta que en el año 2019 dejó el club y se sumó a las filas del CD Alcalá de España (División de Honor de Andalucía) donde no logró debutar luego de la suspensión del campeonato causa Covid-19.
En junio de 2020, firmó un contrato por dos años con A.S.D Reggiomediterranea 1986 de Italia (Eccellenza Calabresa) donde coleccionaría 8 goles y 10 asistencias en 32 partidos disputados. A inicios de 2022 fue enviado a préstamo por 6 meses al US Città di Fasano de Italia (Serie D) donde disputó 12 encuentros y dio una asistencia. 
En agosto de 2022 fue transferido al SSD Akragas 2018 de Italia (Eccellenza Siciliana) donde realizó 8 goles y 14 asistencias en 34 partidos disputados, ganando el campeonato de Eccellenza y obteniendo el ascenso a la Serie D.
Luego de una buena temporada, en julio de 2023 se dio su paso a título definitivo a la Nissa FC con el objetivo de pelear por un nuevo ascenso a la 4.ª Serie Italiana. En este campeonato, realizó 8 goles y 8 asistencias en 26 partidos disputados, donde se coronaron campeones a 2 fechas de la finalización del torneo, obteniendo el ascenso a la Serie D del Fútbol Italiano, y así, renovando su contrato por un año más con el equipo. 

## Clubes
| Club                        | País      | Año               |
| --------------------------- | --------- | ----------------- |
| Instituto ACC               | Argentina | 2010 - 19         |
| CD Alcalá                   | España    | 2019 - 20         |
| ASD Reggiomediterranea 1986 | Italia    | 2020 - 22         |
| US Fasano                   | Italia    | 2022              |
| SSD Akragas 2018            | Italia    | 2022 - 23         |
| Nissa FC                    | Italia    | 2023 - Actualidad |

## Palmarés

### Campeonatos nacionales
| Título             | Club             | País   | Año  |
| ------------------ | ---------------- | ------ | ---- |
| Eccellenza Sicilia | SSD Akragas 2018 | Italia | 2023 |
| Eccellenza Sicilia | Nissa FC         | Italia | 2024 |